# クリストファー・A・バートレット
クリストファー・A・バートレット（英：Christopher A. Bartlett、1943年 - ）はオーストラリアの組織戦略論が専門のハーバード・ビジネス・スクール名誉教授。多国籍企業や国際的経営戦略論についてスマントラ・ゴシャールとの共著で知られる。

## 生涯
オーストラリアに生まれ、1964年にクイーンズランド大学経済学部卒業。その後アメリカ合衆国に移り、ハーバード大学にてMBA取得。また1979年にはハーバード大学で経営学博士課程を修了 。
バートレットはオーストラリアでアルコアでマーケティング・マネジャーとして働き、イギリスではマッキンゼーでコンサルタントとなる。フランスではバクスター・インターナショナルでジェネラル・マネジャーを務めた。ハーバード卒業後はそのままハーバード・ビジネス・スクールに残り、その後経営学名誉教授と称された。
バートレットは米国経営学会、米国国際経営学会、戦略経営学会からフェローに選出されている。2001年に米国経営学会からは優秀研究者賞を受賞。
彼の研究は「複雑な大企業における変革の際の組織や経営管理の影響に直面する戦略的組織的困難」という分野に注目している。

## 主な著作
- クリストファー・A・バートレット、スマントラ・ゴシャール共著『Managing across borders: new strategic requirements』Harvard Business School Press 1987年
- クリストファー・A・バートレット、スマントラ・ゴシャール共著 What is a global manager?. Harvard Business School, 1992.
- スマントラ・ゴシャール、クリストファー・A・バートレット共著『個を活かす企業―自己変革を続ける組織の条件』（The Individual Corporations）ダイヤモンド社　1997年
- クリストファー・A・バートレット、スマントラ・ゴシャール共著『Managing across borders: The transnational solution. Vol. 2.』Harvard Business School Press 1999年
- クリストファー・A・バートレット、スマントラ・ゴシャール共著『Transnational management. Vol. 4.』 McGraw Hill, 2000年
- クリストファー・A・バートレット、スマントラ・ゴシャール共著『【新装版】個を生かす企業』（The Individual Corporation）ダイヤモンド社  2007年